# مثانة العوم

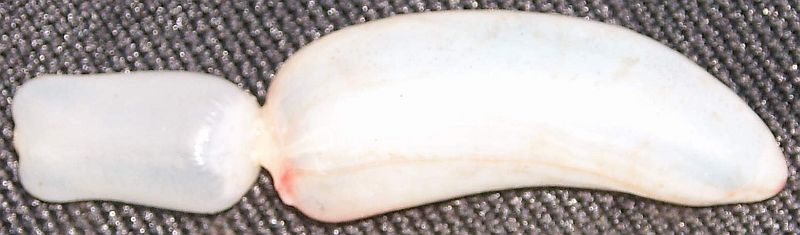
مثانة العوم لأحد أنواع الأسماك.

مثانة العوم أو نفاخة العوم أو مثانة هوائية (بالإنجليزية: Swim bladder)‏، هو عضو خاص يحل محل الرئتين في الأسماك العظمية ويحتمي تحت الهيكل العظمي لها، وهو كيس مملوء بالهواء يسمح للسمكة أن تعوم في المياه متى تريد ذلك، بسبب امتلاك الأسماك لمثانة العوم فإنها لا تزال تطفو مع أنّ العظام أثقل من الهيكل الغضروفي، الذي بدوره يسمح بتنظيم كثافتها. ويحتوي هذا الكيس على غاز يمكن أن يتغير الضغط فيه ليماثل ضغط الماء الخارجي، لذا فإنه يجعل السمكة بلا وزن في الماء على أعماقٍ مُختلفة، حين ترغب السمكة بالصعود، تطلق الأوعية الدموية التي تنتشر على جدران المثانة غازات إلى داخل العضو. وهكذا تطفو السمكة على السطح حين ترغب بذلك. وحين تريد الغوص عميقاً تمتص الأوعية الدموية الغازات من جديد. وحين تفرغ المثانة، تغرق السمكة إلى العمق مرة أخرى. أما أسماك القرش والشفنين فلا مثانة لها، إذ أنها تغرق إذا توقفت عن السباحة، ويساعدها بذلك جسدها الخارجي على العوم في الماء فالزعانف الصدرية الأمامية بمثابة الأجنحة الطائرة، بينما يساعدها طرف الذيل الأعلى في السباحة إلى الأعلى.

## معرض صور

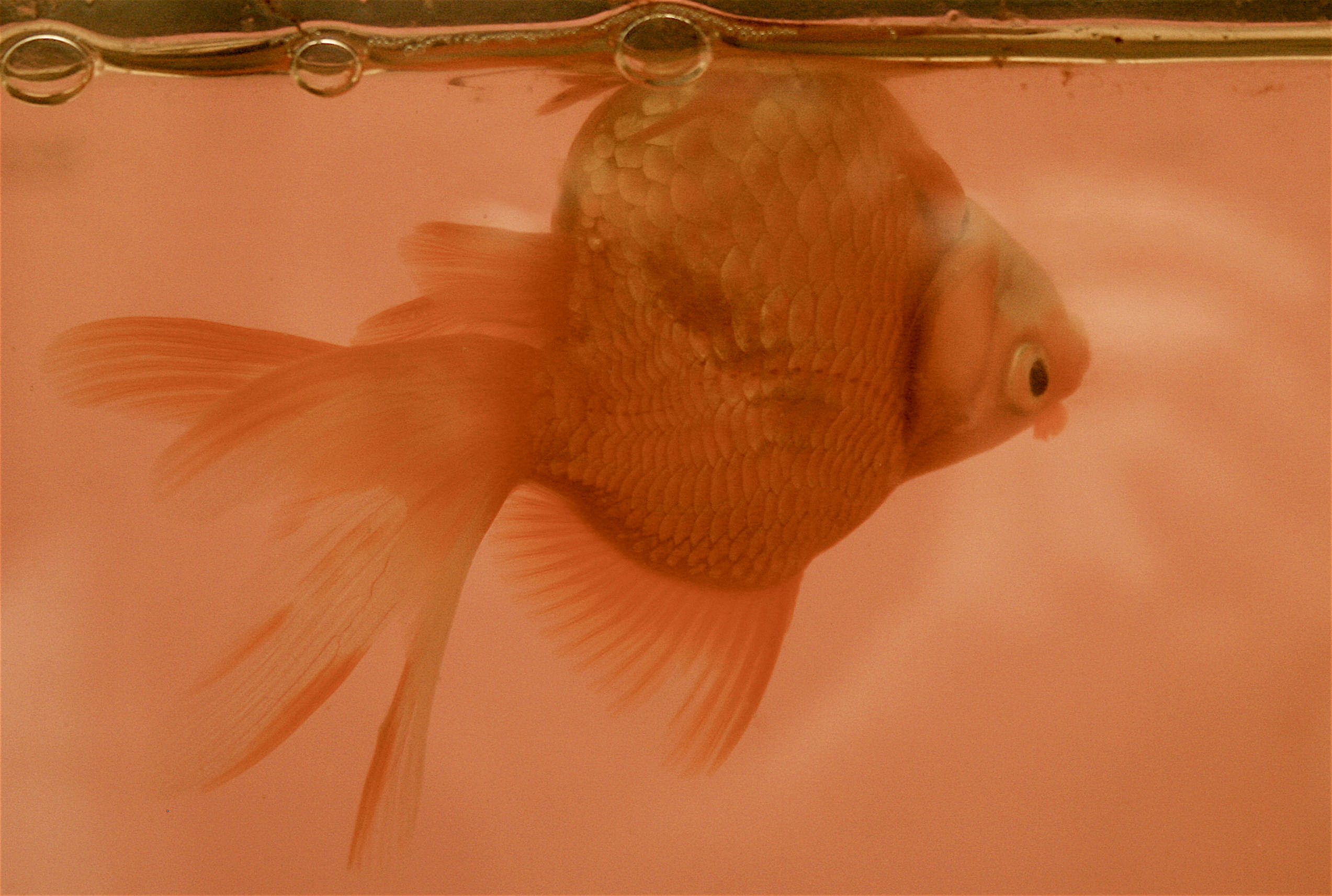
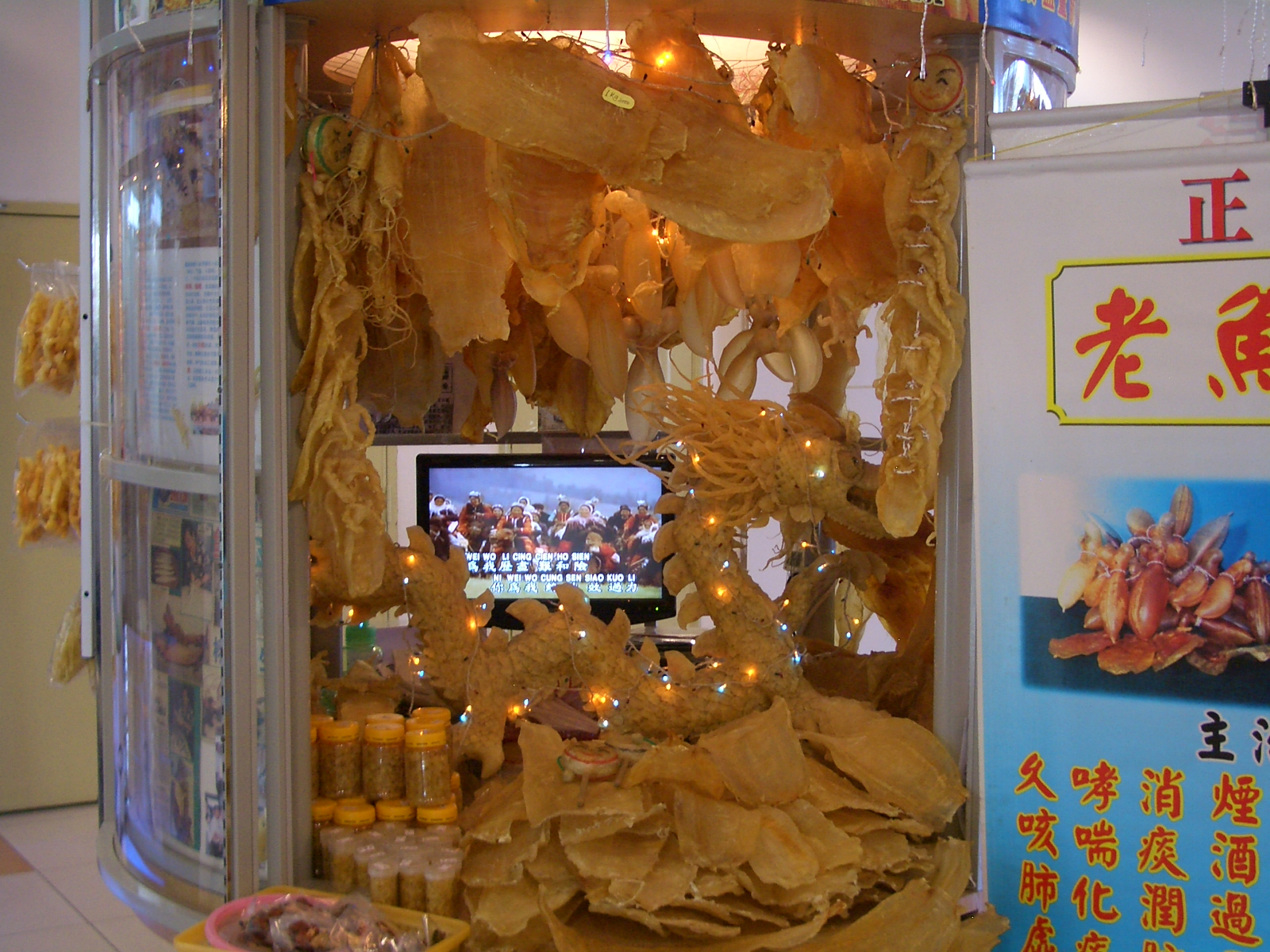
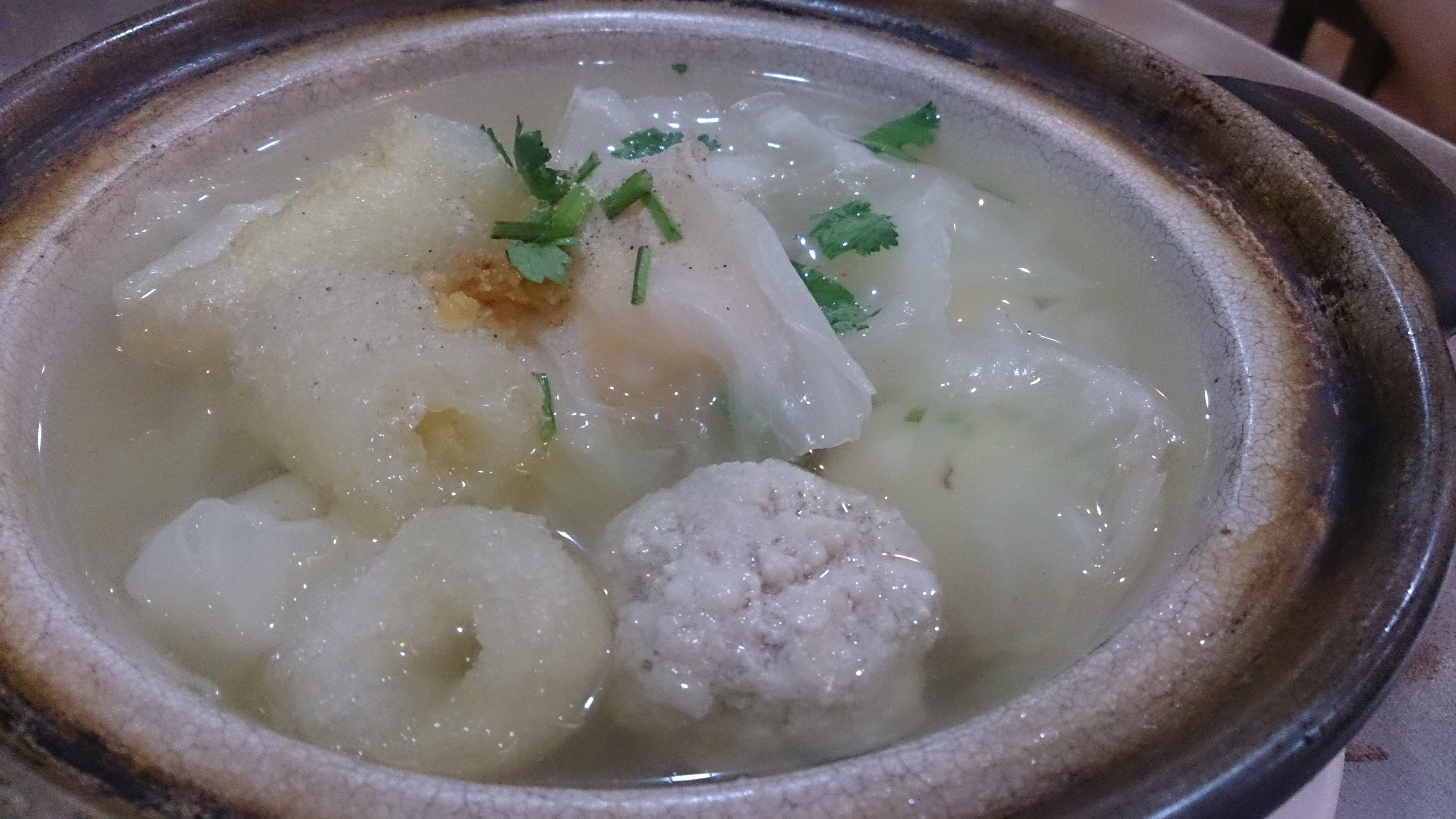